# Antonio Gibson (Footballspieler, 1998)
Antonio Gibson (geboren am 23. Juni 1998 in Stockbridge, Georgia) ist ein US-amerikanischer American-Football-Spieler. Seit 2024 spielt er für die New England Patriots in der National Football League (NFL) auf der Position des Runningbacks. Zuvor spielte Gibson College Football für die University of Memphis und vier Jahre lang für die Washington Commanders.

## College
Gibson besuchte die Eagle’s Landing High School in McDonough, einem Vorort von Atlanta in Georgia, und spielte dort Football als Wide Receiver, außerdem war er als Basketballer und Leichtathlet aktiv. Insbesondere aufgrund seiner schlechten Noten an der Highschool erhielt er keine Stipendienangebote von Colleges und ging daher auf ein Community College. Am East Central Community College in Decatur, Mississippi spielte Gibson zwei Jahre als Wide Receiver, als Runningback und als Kick Returner.
Für die Saison 2018 bot die University of Memphis Gibson einen Platz in ihrem Team an. Dort sah er zunächst wenig Einsatzzeit als Wide Receiver und wurde überwiegend in den Special Teams eingesetzt. Erst im Verlauf seines Senior-Jahres nahm Gibson eine bedeutendere Rolle in seinem Team ein. Gegen die Southern Methodist University gelang ihm ein Kickoff-Return-Touchdown über 97 Yards. Gibson lief in den letzten sieben Saisonspielen als Starter auf und spielte dabei sowohl als Wide Receiver als auch als Runningback. Er kam auf 38 gefangene Pässe für 735 Yards und acht Touchdowns, zudem erlief er 368 Yards und vier weitere Touchdowns. Als Special Teamer wurde er in das All-Star-Team der American Athletic Conference (AAC) gewählt. Gibson wurde zum Senior Bowl eingeladen und war in diesem Spiel mit 68 Rushing Yards der erfolgreichste Läufer des Süd-Teams.

## NFL
Gibson wurde im NFL Draft 2020 in der 3. Runde an 66. Stelle vom Washington Football Team, das zu diesem Zeitpunkt noch unter dem Namen Washington Redskins firmierte, ausgewählt.
In der Saisonvorbereitung konnte Gibson von sich überzeugen, sodass das Football Team sich kurz vor Saisonbeginn dazu entschloss, sich von dem erfahrenen Adrian Peterson zu trennen. Zuvor hatte das Franchise bereits im Juli Derrius Guice entlassen, nachdem dieser wegen häuslicher Gewalt verhaftet worden war, sodass Gibson als Starter in die Saison ging. Gegen die Arizona Cardinals erzielte er am 2. Spieltag seinen ersten Touchdown in der NFL. Beim 41:16-Sieg von Washington gegen die Dallas Cowboys an Thanksgiving erlief Gibson drei Touchdowns bei 20 Läufen für 115 Yards. Insgesamt kam er als Rookie in 14 Spielen auf 795 Yards Raumgewinn im Laufspiel bei einem Schnitt von 4,7 Yards pro Lauf und erzielte dabei elf Touchdowns.
Am letzten Spieltag der Saison 2021 stellte Gibson mit 146 Yards Raumgewinn im Laufspiel einen neuen Karrierebestwert auf. Damit erlief er erstmals über 1000 Yards in einer Saison, insgesamt erzielte er 1037 Yards Raumgewinn. Am 2. Februar 2022 änderte das Team seinen Namen zu Washington Commanders. In der Saison 2022 veränderte sich Gibsons Rolle durch die Neuverpflichtung von Rookie Brian Robinson Jr., der nach einer besseren Saisonvorbereitung neuer Starter wurde. Da Robinson aber die ersten Spiele verpasste, weil er angeschossen worden war, spielte Gibson zu Saisonbeginn als Starter. Mit 149 Läufen für 546 Yards und drei Touchdowns verzeichnete Gibson die bis dahin niedrigsten Werte seiner Karriere, dahingegen gelangen ihm im Passspiel mit 46 gefangenen Pässen für 353 Yards (in dieser Saison vierthöchster Wert der Liga) neue Bestwerte. In der Saison 2023 war Gibson Backup von Robinson und wurde vor allem im Passspiel eingesetzt, er erlief 265 Yards und fing 48 Pässe für 389 Yards.
Im März 2024 unterschrieb Gibson einen Dreijahresvertrag im Wert von 11,25 Millionen Dollar, mit Bonuszahlungen bis zu 17,25 Millionen US-Dollar, bei den New England Patriots.

### NFL-Statistiken
| Saison                             | Team  | Spiele | Spiele | Rushing | Rushing | Rushing | Rushing | Rushing | Receiving | Receiving | Receiving | Receiving | Receiving | Fumbles | Fumbles |
| Saison                             | Team  | GP     | GS     | Att     | Yds     | Avg     | Lng     | TD      | Rec       | Yds       | Avg       | Lng       | TD        | Fum     | Lost    |
| ---------------------------------- | ----- | ------ | ------ | ------- | ------- | ------- | ------- | ------- | --------- | --------- | --------- | --------- | --------- | ------- | ------- |
| 2020                               | WAS   | 14     | 10     | 170     | 795     | 4,7     | 40      | 11      | 36        | 247       | 6,9       | 40        | 0         | 1       | 1       |
| 2021                               | WAS   | 16     | 14     | 258     | 1037    | 4,0     | 27      | 7       | 42        | 294       | 7,0       | 73        | 3         | 6       | 4       |
| 2022                               | WAS   | 15     | 6      | 149     | 546     | 3,7     | 20      | 3       | 46        | 353       | 7,7       | 26        | 2         | 1       | 0       |
| 2023                               | WAS   | 16     | 2      | 65      | 265     | 4,1     | 16      | 1       | 48        | 389       | 8,1       | 41        | 2         | 3       | 2       |
| 2024                               | NWE   | 17     | 3      | 120     | 538     | 4,5     | 45      | 1       | 23        | 206       | 9,0       | 50        | 0         | 2       | 0       |
| Total                              | Total | 78     | 35     | 642     | 3181    | 4,2     | 45      | 23      | 195       | 1489      | 7,6       | 73        | 7         | 13      | 7       |
| Quelle: pro-football-reference.com |       |        |        |         |         |         |         |         |           |           |           |           |           |         |         |